# Линьтао
Линьта́о (кит. упр. 临洮, пиньинь Líntáo) — уезд городского округа Динси провинции Ганьсу (КНР). Название означает «перед рекой Таохэ».

## История
В 384 году до н. э. царство Цинь разгромило жившие в этих местах племена ди, и здесь был создан уезд Дидао (狄道县). В 280 году был создан округ Лунси (陇西郡), и его власти разместились в Дидао. При империи Тан эти места были захвачены тибетцами.
При империи Сун в 1071 году была создана область Сичжоу (熙州). При империи Мин была создана Линьтаоская управа (临洮府), власти которой разместились в Дидао. При империи Цин в 1740 году власти Линьтаоской управы переехали в Ланьчжоу, а в этих местах была создана область Дидао (狄道州).
После Синьхайской революции в Китае была проведена реформа административного деления, в ходе которой области были упразднены, и в 1913 году область Дидао была преобразована в уезд Дидао (狄道县), а в северной части современного уезда был создан уезд Шасянь (沙县), в следующем году переименованный в Таоша (洮沙县). В 1929 году уезд Дидао был переименован в Линьтао.
В 1949 году был образован Специальный район Линься (临夏专区), и уезды Линьтао и Таоша вошли в его состав. В 1950 году уезды Линьтао и Таоша перешли в состав Специального района Динси (定西专区), причём уезд Таоша был присоединён к уезду Линьтао. В 1958 году уезд Вэйюань был разделён между уездами Лунси и Линьтао, но в 1961 году уезд был воссоздан. В 1961 году был создан Специальный район Линьтао (临洮专区), и уезд Линьтао вошёл в его состав. В 1963 году Специальный район Линьтао был расформирован, и уезд Линьтао опять перешёл в состав Специального район Динси. В 1970 году Специальный район Динси был переименован в Округ Динси (定西地区).
Постановлением Госсовета КНР от 4 апреля 2003 года был расформирован округ Динси и образован городской округ Динси.

## Административное деление
Уезд делится на 12 посёлков и 6 волостей.